# Севиля
Вижте пояснителната страница за други значения на Севиля.
Севѝля (на испански: Sevilla, на испански се произнася по-близко до Себийя) е град в Южна Испания, център на автономна област Андалусия и провинция Севиля. Разположен е на река Гуадалкивир. Населението на града е 689 434 души (по данни към 1 януари 2017 г.), а на градската агломерация около 1 317 000 души (2005 г.), което я поставя на четвърто място в Испания.
Градът възниква през 8 или 9 век пр.н.е. След завладяването от римляните е наречен Хиспалис, което е трансформирано от маврите в Исбилиях, а от испанците в Севиля. Макар че градът е разположен на 87 km от устието на Гуадалкивир, той се намира само на 7 m надморска височина и в миналото е бил достъпен за морски кораби. Севиля е основното пристанище, през което преминават връзките между Испания и нейната отвъдморска колониална империя през 16-17 век.

## Спорт
„Реал Бетис“ и „Севиля“ са двата клуба, които традиционно определят футболния облик на града. Стадионите, на които играят, са съответно „Естадио Мануел Руис де Лопера“ и „Естадио Рамон Санчес Писхуан“. На стадиона на „Севиля“ се играе финалът за КЕШ през 1986 г., когато „Стяуа“ побеждава „Барселона“, а на Олимпийския стадион на Севиля се провежда финалът на Купата на УЕФА през 2003 г., при който Порто надвива Селтик.
Севиля е двукратен кандидат за домакинството на летните олимпийски игри (през 2004 и 2008), като и двата пъти са неуспешни. В града са се провеждали големи световни надпревари като например турнира за купата „Дейвис“ (2004) и VII Световно първенство по лека атлетика (1999).
Развива се също местният баскетбол, като основен представител на града е „КБ Севиля“. Клубът играе своите срещи на Паласио де Депортес Сан Пабло, който е с капацитет 7 – 10 000 души.
В Севиля е разположена и Шахматната федерация на Андалусия, създадена през 1985 г., както и „Маестранса“ – най-старата арена за борба с бикове в Испания.

## Известни личности
Родени в Севиля
- Висенте Алейсандре (1898 – 1984), поет
- Диего де Алкала (1400 – 1463), монах
- Родриго де Бастидас (1445 – 1527), конкистадор
- Густаво Адолфо Бекер (1836 – 1870), писател
- Диего Веласкес (1599 – 1660), художник
- Мануел Гарсия (1775 – 1823), певец
- Естреля Кабеса Кандела (р. 1987), тенисистка
- Мария-Антония Бурбон-Испанска (1729 – 1785), кралица на Сардиния
- Карлос Марчена (р. 1979), футболист
- Антонио Мачадо (1875 – 1939), поет
- Мануел Мачадо (1874 – 1947), поет
- Бартоломе Естебан Мурильо (1618 – 1682), художник
- Антонио Пуерта (1984 – 2007), футболист
- Серхио Рамос (р. 1986), футболист
- Луис Сернуда (1902 – 1963), поет

Починали в Севиля
- Алфонсо X (1221 – 1284), крал
- Америго Веспучи (1454 – 1512), италиански мореплавател
- Гундерик (379 – 428), крал на вандалите
- Демофило (1848 – 1893), фолклорист
- Исидор Севилски (560 – 636), историк
- Алвар Нунес Кабеса де Вака (1490 – 1557), конкистадор
- Гонсалу Коелю (1451 – 1512), португалски мореплавател
- Франсиско де Монтехо (1479 – 1533), конкистадор
- Бартоломе Естебан Мурильо (1618 – 1682), художник
- Висенте Пинсон (1462 – 1514), конкистадор
- Антонио Пуерта (1984 – 2007), футболист
- Теудигизел (?-549), крал
- Теудис (?-548), крал

## Побратимени градове
- Барселона, Испания

## Други
- На 4 август 1881 в Севиля е измерена най-високата температура в Европа – 50,0 °C
- Град Севиля е побратимен с Канзас Сити (Канзас, САЩ)